# Cendra Motin
Pour les articles homonymes, voir Motin.
Cendra Motin, née le 29 janvier 1975 à Bagnols-sur-Cèze (Gard), est une femme politique française.
Elle est élue députée dans la sixième circonscription de l'Isère lors des élections législatives de 2017, siégeant au sein du groupe La République en marche. En 2021, elle rejoint le parti Horizons.

## Biographie

### Parcours professionnel
Cendra Motin est titulaire d'un master en informatique et linguistique de l'université Lumière-Lyon-II.
Avant son élection en 2017 sous l'étiquette La République en marche (LREM), elle dirige une entreprise spécialisée dans les ressources humaines.

### Députée LREM de laXVelégislature
En juin 2017, investie par LREM aux élections législatives, elle est élue députée dans la sixième circonscription de l'Isère contre le candidat du Front national Gérard Dezempte.
Elle est membre de la commission des Finances. Elle est élue le 28 juin 2017 vice-présidente de l'Assemblée nationale. Elle entend démissionner de ce poste si Les Républicains mettent fin à leur boycott des postes du bureau de l'Assemblée nationale, alors que deux vice-présidences devaient leur revenir. Alors que plusieurs de ses homologues éprouvent des difficultés à présider les séances de l'Assemblée, elle se distingue dans ce rôle lors de la session parlementaire extraordinaire de l'été 2017. Elle perd cette vice-présidence le 24 octobre 2017.
Avec un taux moyen de 59 % de présence aux votes de l'Assemblée nationale en juin 2018, elle est la députée la plus assidue du groupe LREM. Elle est particulièrement investie sur la mise en place du prélèvement de l'impôt à la source.
En septembre 2018, après la nomination de François de Rugy au gouvernement, elle se porte candidate à la présidence de l'Assemblée nationale. Opposée à Richard Ferrand, Barbara Pompili et Philippe Folliot, elle arrive en 3e position lors de l'élection interne au groupe LREM, avec 15 voix sur 299 votes et 291 suffrages exprimés. Lors de l'élection du président de l'Assemblée, elle vote en faveur de Marc Fesneau, candidat du groupe MoDem. En juillet 2019, à l'occasion de la remise en jeu des postes au sein de la majorité, elle se porte candidate à la vice-présidence de l'Assemblée nationale.
Elle est candidate aux élections départementales de 2021 dans le canton de Charvieu-Chavagneux, opposée au conseiller départemental sortant LR Gérard Dezempte, sans succès.
En octobre 2021, elle rejoint Horizons, parti politique fondé par l'ancien Premier ministre Édouard Philippe.
Le 19 juin 2022, elle est battue aux élections législatives et perd ainsi son mandat de députée.